# Leticia Oliveira
Leticia Oliveira (ur. 21 listopada 1976 w Mediolanie) – koszykarka z Republiki Zielonego Przylądka, uczestniczka mistrzostw Afryki 2005 i 2007.
Podczas mistrzostw w 2005 roku, reprezentacja Republiki Zielonego Przylądka zajęła siódme miejsce. Podczas tego turnieju, Oliveira wystąpiła w pięciu meczach, w których zdobyła 14 punktów. Zanotowała także trzy przechwyty, 15 asyst, trzy zbiórkę ofensywne i 12 zbiórek defensywnych. Ponadto ma na swym koncie także 14 strat i 16 fauli. W sumie na parkiecie spędziła około 133 minuty.
Na następnych mistrzostwach Afryki (które odbyły się w Senegalu), reprezentacja tego kraju (z Oliveirą w składzie), zajęła dziewiąte miejsce. Koszykarka wystąpiła w siedmiu meczach, zdobywając dziewięć punktów. Zanotowała 11 asyst, sześć przechwytów, dwa bloki, 22 zbiórki defensywne oraz 17 fauli i dziewięć strat. Na parkietach senegalskich zawodniczka ta grała przez 98 minut.

## Statystyki z Mistrzostw Afryki
| Rok  | Reprezentacja                 | M | MPG  | FG%   | 3P%   | FT%   | RPG | APG | SPG | BPG | PPG |
| ---- | ----------------------------- | - | ---- | ----- | ----- | ----- | --- | --- | --- | --- | --- |
| 2005 | Republika Zielonego Przylądka | 5 | 26,6 | 20,8% | 23,1% | 12,5% | 3   | 3   | 0,6 | 0   | 2,8 |
| 2007 | Republika Zielonego Przylądka | 7 | 14   | 15,4% | 0%    | 100%  | 3,1 | 1,6 | 0,9 | 0,3 | 1,3 |